# هنجار اجتماعی
هَنجار اجتماعی (به انگلیسی: Social norm) در اصطلاح دانش جامعه‌شناسی به الگوی رفتاری گفته می‌شود که روابط و کنش‌های اجتماعی را تنظیم می‌کند، اکثریت جامعه خود را به آن پایبند می‌دانند و در صورتی که شخصی آن را رعایت نکند (هنجارشکنی)، جامعه او را مجازات می‌کند. هنجار با قانون کنترل می‌شود؛ در حالی که این حکم، دربارهٔ ارزش‌ها صدق نمی‌کند. هنجارها مدل‌های فکری یا خطوط راهنمایی هستند که به وسیله آن، ما اعمال خود و دیگران را از لحاظ فکری، کنترل و ارزشیابی می‌کنیم.
- هنجارهای درونی، هنجارهایی هستند که در صورت عدم رعایت آن‌ها، مجازات رسمی و مشخصی وجود ندارد.
- هنجارهای بیرونی، هنجارهایی هستند که برای اعضای یک جامعه از پیش تعیین شده‌اند. ترس از مجازات و میل درونی، اعضای جامعه را به پیروی از هنجار ترغیب می‌کند. اگر هنجارها در جامعه‌ای ثبات نداشته باشند یا با برخی نظم‌های دیگر اجتماعی در تضاد و تعارض باشند، افراد جامعه کم‌تر از هنجارها پیروی خواهند کرد. هنجارها در جوامع مختلف، ممکن است متفاوت یا حتی متضاد باشند. بی‌هنجاری باعث از بین رفتن استحکام نظام اجتماعی می‌شود. انواع دیگر قاعده‌مندی‌های نظام اجتماعی، عادت‌ها و رسم‌ها هستند.